# Zuzanna Ćwiklińska
Zuzanna Ćwiklińska (ur. 15 sierpnia 1911 w Stryju, zm. 24 stycznia 2000 w Krakowie) – polska inspektor pracy, esperantystka.

## Życiorys
W 1934 roku ukończyła prawo na Uniwersytecie Jagiellońskim. Naukę kontynuowała w Wyższej Szkole Nauk Politycznych przy UJ oraz Wyższym Studium Spółdzielczym przy Wydziale Rolnictwa UJ. W 1936 roku odbyła staż jako aplikant sądowy. Od 16 sierpnia 1937 roku pracowała w VII Okręgu Inspekcji Pracy w Krakowie, początkowo jako stażystka, a od grudnia tego roku jako pracownik kontraktowy ds. asystentów inspekcyjnych. Do wybuchu II wojny światowej studiowała na Wydziale Filozofii UJ. Po wybuchu wojny ewakuowała się z bratem i siostrą pociągiem na wschód. Ranna 5 września 1939 roku podczas bombardowania pociągu. Po leczeniu w szpitalu w Rzeszowie wróciła do Krakowa. Tu została powołana do pracy w nadzorze przemysłowym przy urzędzie pracy Gewerbe-Aufsicht jako kontroler pracy młodocianych i kobiet. Należała do Związku Walki Zbrojnej i Komitetu Pomocy Więźniom Politycznym. Razem z rodziną została aresztowana w maju w 1945 roku. Trafiła do więzienia Montelupich, a potem do obozu w Ravensbrück. Po wyzwoleniu obozu w 1945 roku trafiła do szpitala w Łodzi. Od 1 września 1945 roku została przez Ministerstwo Pracy zatrudniona jako Obwodowy Inspektor Pracy 38 Obwodu VII Okręgu w Krakowie.
W 1931 roku ukończyła kurs esperanto z uprawnieniami nauczyciela. Przed II wojną światową należała do Polskiego Związku Esperantystów. Była członkiem Międzynarodowej Ligi Nauczycieli Esperantystów.

## Nagrody
- 1989: Nagroda im. Haliny Krahelskiej[5][6]